# Alas de fuego
Alas de fuego es un libro de la autora Laura Gallego García, publicado por Laberinto en 2004. El género de este libro se encuadra entre la novela fantástica y juvenil. Al igual que la gran mayoría de sus libros tuvo una gran fama y causó gran interés entre los más jóvenes, no solo por sus entretenidas y fantásticas historias sino también por el carácter educativo que tiene.

## Sinopsis
La reina Marla se había asomado al amplio balcón del salón del trono, viendo combatir a su ángel, cuando recibió la noticia del asesinato del conde Aren. El mensajero le habló al oído, de manera que nadie más pudo escucharlo, pero los labios de ella se fruncieron levemente. Aquella fue su única reacción… 
En la nación de la joven reina de diecisiete años, Marla, está Ahriel, que es la encargada de cuidarla y de asegurar el buen porvenir tanto de ella como el de todos los humanos de su nación. Pero esta idílica vida se ve interrumpida con la llegada de la noticia de la existencia de una conspiración para iniciar una brutal guerra. Ahriel es engañada, traicionada y encerrada en una primitiva y extraña prisión, dónde no puede utilizar sus preciosas alas y de la cual nadie ha escapado, Gorlian. 
Ahriel tendrá que ser extremadamente fuerte para poder sobrevivir y aprender a hacer las cosas como los humanos. Deberá abandonar su perfección y pulcritud e incluso muchas veces traicionar sus ideales para comprender el comportamiento humano.

## Resumen
La historia se desarrolla en un mundo donde humanos y ángeles conviven sin ninguna clase de problema. Estas criaturas son mucho más altas, bellas, sabias, longevas y con grandes y espléndidas alas de color blanco. Pero son representadas en carne y hueso como los humanos.
La razón por la que Ahriel (un ángel femenino) fue enviada por sus superiores al reino de Karish fue guiar y proteger a la joven reina Marla de diecisiete años en su labor de gobernar su nación y mantener la paz entre todos los reinos. Pero falla en su misión, ya que la joven reina, por su afán de ser la más poderosa, comenzó a codearse con brujos y maleantes que la incitaron a iniciarse en las artes de la magia negra.
Cuando Ahriel se entera de la conspiración que existe para provocar una sangrienta guerra, intenta evitarla; pero Maria la traiciona y la encierra en Gorlian (una oscura y terrible cárcel dentro de una bola de cristal donde dejan sus alas inutilizables para que no pueda escapar volando) de donde nadie ha conseguido escapar de ella jamás.
En ella, se verá obligada a sobrevivir y a ver las cosas desde otra perspectiva: desde un enfoque humano. 
Es un mundo inhabitable donde los asesinatos y los robos están a la orden del día. Conseguirá vivir gracias a la ayuda de  Bran, un humano que la salvó y que verá en ella más que una salida de esa prisión. Finalmente consigue escapar y tras rendir cuentas en la Ciudad de las Nubes con sus semejantes y cobrarse su venganza con aquellos que la traicionaron y maltrataron decide volver a Gorlian a recoger aquello que dejó en ella al marcharse…(Su hijo)

## Personajes
Ahriel: Protagonista del libro. Es el ángel femenino. Su tarea era clara, guiar a su protegida por el buen camino. Por eso cuando ve que su reina “juega” con magia negra la reprende. Es fuerte, leal y orgullosa. Y su reina la conoce bien, eso hace que le sea más fácil traicionarla y encarcelarla en aquella cruel prisión. Gorlian. Es la principal protagonista.
Marla:Es la joven reina.  Avariciosa, fría, calculadora, y no tiene ningún problema en traicionar a la persona que siempre la ayudó y cuidó si con eso consigue ser más poderosa.
Bran: es el compañero y amante de Ahriel durante su estancia en Gorlian.

SECUNDARIOS
Kiara: Reina de Saria después de la muerte de Ravard y protegida de Yarael
Yuba: Es un líder poco honrado de barba trenzada y sonrisa desdentada. (Sin dientes)
Tora: Habitante de la ciénaga.
Sabina: Dama de Saria.
Regon: Al deberle un favor a Bran acepta espiar a Rando, Tora y Yuba en su campamento. 
Rando: Es un habitante de la ciénaga.
Ravard: Rey de Saria, capturado por la soberana Marla. Tras ser torturado muere en las mazmorras.
Kab: Es el capitán de la guardia que comenzó siendo mercenario en el reino de Marla. Asesinó a Aren cuando partía hacia Karish. Ahriel lo mata. 
Gia: Mujer de la ciénaga, asesina que sirve fielmente al rey

El devastador: Es un demonio al que los ángeles le castigaron encerrándolo en una lápida hundida en piedra volcánica. Únicamente un humano y un ángel elegidos podrían despertarlo. Pero Marla consigue hacerlo y es Ahriel quien acaba con su vida.

Briand: Padre de Marla, rey de Karish. Siempre defendió la paz.
El carnicero: Es el engendro más salvaje de Gorlian. Finalmente muere a manos de Arhiel.
Aren: Es un conde y embajador del reino de Saria que es asesinado con un puñal forjado en Karishia por Kab. 
Rey de la ciénaga: Gobierna Gorlian desde las sombras y cada vez que llega alguien debe presentarse ante él y jurarle fidelidad. En realidad es un sapo repleto de verrugas. Tras la muerte de Bran, Arhiel acaba con su vida.

## Sobre la autora: Laura Gallego García
Laura Gallego, es una autora de literatura juvenil (especialmente fantástica). Nació el 11 de octubre de 1977 en Cuart de Poblet, Valencia. 
Con once años junto con una amiga comenzaron a escribir su primer libro "Zodiaccia", un mundo diferente. Este libro nunca fue publicado pero ya le demostró a Laura cual iba a ser su futura profesión.
Con 21 años comenzó a estudiar Filología Hispánica en la Universidad de Valencia y años después realizó un doctorado.
Tras escribir trece libros y haberlos enviado a varios concursos, en 1999 ganó el premio El Barco de Vapor con "Finis Mundi". Este premio lo volvió a recibir tres años después por La leyenda del "Rey Errante".
Desde ese año no ha parado de escribir y publicar obras. Y actualmente lo sigue haciendo, siendo su último libro publicado "Todas las hadas del reino--". (2015)

## Traducciones
- Idioma: catalán
  - Título: Ales de foc
  - Editorial: La Galera
  - Traductora: Ferrant Gibert
  - Fecha de publicación: 14 2007

- Idioma: portugués
  - Título: Alas de fogo.
  - Editorial: Salamandra

- Idioma: italiano
  - Título: Ali di fuoco
  - Editorial: Fanucci
  - Traductora: Laura Micolli
  - Diseño de cubierta: Paolo Barbieri
  - Fecha de publicación: 2009

- Idioma: francés
  - Título: Ailes de feu
  - Editorial: Baam!
  - Traductora: Faustina Fiore
  - Fecha de publicación: 2011